# Crovu, Dâmbovița
Crovu este un sat în comuna Odobești din județul Dâmbovița, Muntenia, România.
La sfârșitul secolului al XIX-lea, satul Crovu era reședința unei comune cu același nume, din plasa Bolintinul a județului Dâmbovița, comună formată din satele Crovu, Zidu, Voinești și Miulești, având în total 3000 de locuitori, acolo funcționând două biserici și o școală mixtă.
În 1925, comuna Crovu, în aceeași componență, făcea parte din plasa Titu a aceluiași județ și avea 2662 de locuitori. În 1950, ea a fost arondată raionului Titu din regiunea București, în aceeași perioadă fiindu-i alipit și satul Moara Crovului aflat anterior în comuna Pitaru. În 1968, comuna a revenit la județul Dâmbovița, reînființat, dar a fost imediat desființată și inclusă în comuna Odobești, tot atunci satul Moara Crovului fiind desființat și comasat cu satul Crovu.